# Faveraye-Mâchelles
Faveraye-Mâchelles és un municipi francès situat al departament de Maine i Loira i a la regió de País del Loira. L'any 2007 tenia 617 habitants.

## Demografia

### Població
El 2007 la població de fet de Faveraye-Mâchelles era de 617 persones. Hi havia 236 famílies de les quals 52 eren unipersonals (24 homes vivint sols i 28 dones vivint soles), 92 parelles sense fills, 88 parelles amb fills i 4 famílies monoparentals amb fills.
La població ha evolucionat segons el següent gràfic:
Habitants censats

### Habitatges
El 2007 hi havia 286 habitatges, 242 eren l'habitatge principal de la família, 19 eren segones residències i 25 estaven desocupats. 282 eren cases i 3 eren apartaments. Dels 242 habitatges principals, 187 estaven ocupats pels seus propietaris, 51 estaven llogats i ocupats pels llogaters i 4 estaven cedits a títol gratuït; 7 tenien dues cambres, 35 en tenien tres, 58 en tenien quatre i 142 en tenien cinc o més. 174 habitatges disposaven pel capbaix d'una plaça de pàrquing. A 114 habitatges hi havia un automòbil i a 113 n'hi havia dos o més.

### Piràmide de població
La piràmide de població per edats i sexe el 2009 era:
| Homes | Edats   | Dones |
| ----- | ------- | ----- |
| 0     | 95 o +  | 0     |
| 0     | 90 a 94 | 0     |
| 4     | 85 a 89 | 0     |
| 8     | 80 a 84 | 0     |
| 8     | 75 a 79 | 28    |
| 8     | 70 a 74 | 4     |
| 20    | 65 a 69 | 12    |
| 16    | 60 a 64 | 20    |
| 12    | 55 a 59 | 20    |
| 16    | 50 a 54 | 8     |
| 16    | 45 a 49 | 12    |
| 16    | 40 a 44 | 8     |
| 20    | 35 a 39 | 20    |
| 20    | 30 a 34 | 24    |
| 12    | 25 a 29 | 16    |
| 8     | 20 a 24 | 12    |
| 16    | 15 a 19 | 12    |
| 12    | 10 a 14 | 16    |
| 28    | 5 a 9   | 16    |
| 16    | 0 a 4   | 20    |

## Economia
El 2007 la població en edat de treballar era de 363 persones, 280 eren actives i 83 eren inactives. De les 280 persones actives 268 estaven ocupades (147 homes i 121 dones) i 12 estaven aturades (3 homes i 9 dones). De les 83 persones inactives 31 estaven jubilades, 29 estaven estudiant i 23 estaven classificades com a «altres inactius».

### Ingressos
El 2009 a Faveraye-Mâchelles hi havia 245 unitats fiscals que integraven 637 persones, la mediana anual d'ingressos fiscals per persona era de 16.674 €.

### Activitats econòmiques
Dels 18 establiments que hi havia el 2007, 1 era d'una empresa extractiva, 4 d'empreses de construcció, 3 d'empreses de comerç i reparació d'automòbils, 1 d'una empresa d'hostatgeria i restauració, 1 d'una empresa financera, 2 d'empreses immobiliàries, 5 d'empreses de serveis i 1 d'una empresa classificada com a «altres activitats de serveis».
Dels 3 establiments de servei als particulars que hi havia el 2009, 1 era un paleta, 1 guixaire pintor i 1 lampisteria.
L'únic establiment comercial que hi havia el 2009 era una adrogueria.
L'any 2000 a Faveraye-Mâchelles hi havia 31 explotacions agrícoles que ocupaven un total de 1.288 hectàrees.

## Equipaments sanitaris i escolars
El 2009 hi havia una escola elemental.

## Poblacions més properes
El següent diagrama mostra les poblacions més properes.